# Бане (Велике Лаще)
Бане (словен. Bane) — поселення в общині Велике Лаще, Осреднєсловенський регіон, Словенія. 
Висота над рівнем моря: 806,9 м.